# Bare Fists
Bare Fists, também conhecido como The Man Who Wouldn't Shoot (Brasil: A Promessa ) é um filme norte-americano de 1919, do gênero faroeste, dirigido por John Ford e estrelado por Harry Carey. O filme é presumidamente considerado perdido.
John Ford e ator Harry Carry, colaboraram em pelo menos 25 filmes nos anos de 1917 e 1921. Durante essas colaborações, Carry fez mais por filme, sem seguida, Ford. Em 1919, Ford estava fazendo 300 dólares por semana, Carry estava fazendo 1.250. Este diferencial de remuneração levou a tensão entre os dois.

## Elenco
- Harry Carey ... Cheyenne Harry
- Betty Schade ... Conchita
- Joe Harris ... Boone Travis
- Vester Pegg ... Lopez
- Mollie McConnell ... Mãe de Conchita (como Molly McConnell)
- Anna Mae Walthall ... Ruby (como Anna May Walthall)
- Howard Enstedt ... Bud
- Joseph W. Girard ... Pai de Harry (como Joseph Girard)